# Seattle SuperSonics 1997-1998
La stagione 1997-98 dei Seattle SuperSonics fu la 31ª nella NBA per la franchigia.
I Seattle SuperSonics vinsero la Pacific Division della Western Conference con un record di 61-21. Nei play-off vinsero il primo turno con i Minnesota Timberwolves (3-2), perdendo poi la semifinale di conference con i Los Angeles Lakers (4-1).

## Roster
| N° | Naz.                   | Ruolo | Sportivo        | Anno | Alt. | Peso |
| -- | ---------------------- | ----- | --------------- | ---- | ---- | ---- |
| 2  | Stati Uniti (bandiera) | G     | Greg Anthony    | 1967 | 183  | 176  |
| 3  | Stati Uniti (bandiera) | GA    | Dale Ellis      | 1960 | 201  | 93   |
| 4  | Stati Uniti (bandiera) | G     | James Cotton    | 1975 | 196  | 100  |
| 7  | Stati Uniti (bandiera) | A     | Jerome Kersey   | 1962 | 201  | 98   |
| 10 | Stati Uniti (bandiera) | GA    | Nate McMillan   | 1964 | 196  | 88   |
| 11 | Germania (bandiera)    | A     | Detlef Schrempf | 1963 | 206  | 97   |
| 13 | Stati Uniti (bandiera) | G     | Eric Snow       | 1973 | 191  | 86   |
| 14 | Stati Uniti (bandiera) | AC    | Sam Perkins     | 1961 | 206  | 107  |
| 15 | Stati Uniti (bandiera) | AC    | Aaron Williams  | 1971 | 206  | 100  |
| 20 | Stati Uniti (bandiera) | G     | Gary Payton     | 1968 | 193  | 82   |
| 22 | Stati Uniti (bandiera) | C     | Jim McIlvaine   | 1972 | 216  | 109  |
| 25 | Stati Uniti (bandiera) | GA    | David Wingate   | 1963 | 196  | 84   |
| 33 | Stati Uniti (bandiera) | G     | Hersey Hawkins  | 1966 | 191  | 86   |
| 42 | Stati Uniti (bandiera) | A     | Vin Baker       | 1971 | 211  | 105  |
| 44 | Stati Uniti (bandiera) | A     | Stephen Howard  | 1970 | 206  | 102  |
| 52 | Rep. Ceca (bandiera)   | C     | Jiří Zídek      | 1973 | 213  | 113  |

## Staff tecnico
- Allenatore: George Karl
- Vice-allenatori: Dwane Casey, Tim Grgurich, Terry Stotts, Bob Weiss